# Sutterellaceae
Sutterellaceae es una familia de bacterias gramnegativas del orden Burkholderiales. Fue descrita en el año 2011. Consiste en bacterias anaerobias estrictas e inmóviles. Tienen forma de bacilo o cocobacilo. Todas las especies se han aislado de heces humanas o de animales. En general no son patógenas, aunque Sutterella wadsworthensis se ha asociado a infecciones en algunos casos.

## Taxonomía
Actualmente esta familia consta de 4 géneros:
- Mesosutterella
  - Mesosutterella multiformis
- Parasutterella
  - Parasutterella excrementihominis
  - Parasutterella secunda
- Sutterella
  - Sutterella megalosphaeroides
  - Sutterella parvirubra
  - Sutterella stercoricanis
  - Sutterella wadsworthensis
- Turicimonas
  - Turicimonas muris